# Schwarzenbach (Halver)
Schwarzenbach ist eine Ortslage von Halver im Märkischen Kreis im Regierungsbezirk Arnsberg in Nordrhein-Westfalen (Deutschland).

## Lage und Beschreibung
Schwarzenbach liegt nordwestlich des Halveraner Hauptortes ist heute Teil eines Gewerbegebietes. Die Nachbarorte sind der Hauptort Halver und die Außenortschaften Weißenpferd, Schmalenbach, Kirchlöh, Löhbach und Oberhürxtal.
Der Ort ist über Nebenstraßen von der Bundesstraße 229, der Landesstraße 528 oder dem Hauptort zu erreichen, die auch Löhbach anbinden. Schwarzenbach ist heute als eigenständiger Siedlungsplatz nicht mehr wahrzunehmen, da es von dem Gewerbegebiet zwischen Oege und dem Hauptort vollständig umschlossen ist. Es liegt an einer alten Trassierung der Landesstraße 528, die von einer Ortsumgehung ersetzt wurde.

## Geschichte
1838 gehörte Schwarzenbach der Halver Dorfbauerschaft innerhalb der Bürgermeisterei Halver an. Der laut der Ortschafts- und Entfernungs-Tabelle des Regierungs-Bezirks Arnsberg als Kotten bezeichnete Ort besaß zu dieser Zeit ein Wohnhaus. Zu dieser Zeit lebten acht Einwohner im Ort, allesamt evangelischen Glaubens.
Das Gemeindelexikon für die Provinz Westfalen von 1887 gibt eine Zahl von 38 Einwohnern an, die in fünf Wohnhäusern lebten.
An Schwarzenbach verlief auf der Trasse der heutigen Landesstraße 528 eine Altstraße von Halver über Wipperfürth, Halver, Kierspe nach Meinerzhagen vorbei, der Hileweg, ein bedeutender frühmittelalterlicher (nach anderen Ansichten bereits frühgeschichtlicher) Handels-, Pilger- und Heerweg.